# 93º Reggimento fanteria "Messina"
Il 93º Reggimento fanteria "Messina" è stata un'unità militare del Regio Esercito.

## Storia

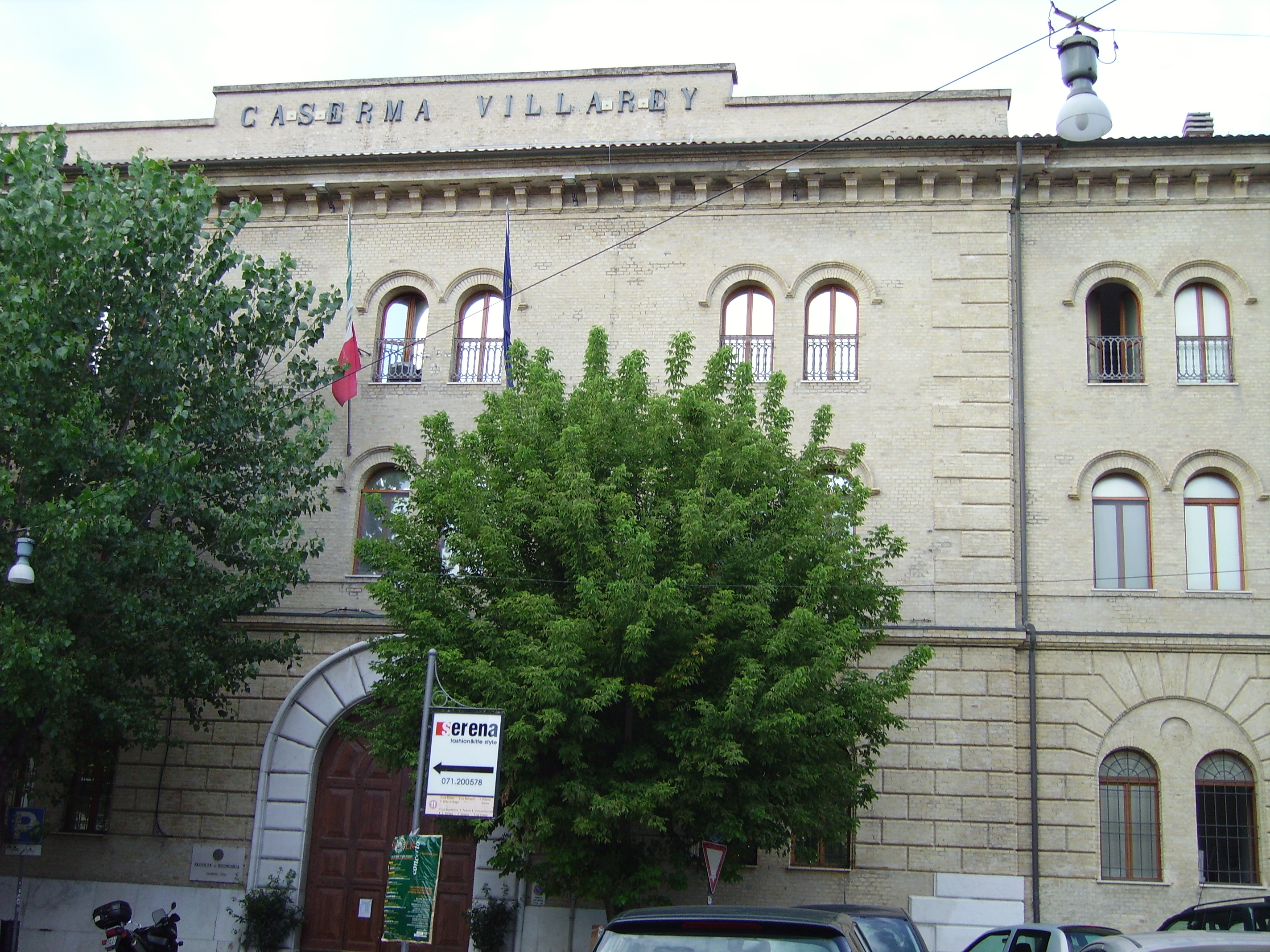
Entrata della caserma Villarey di Ancona

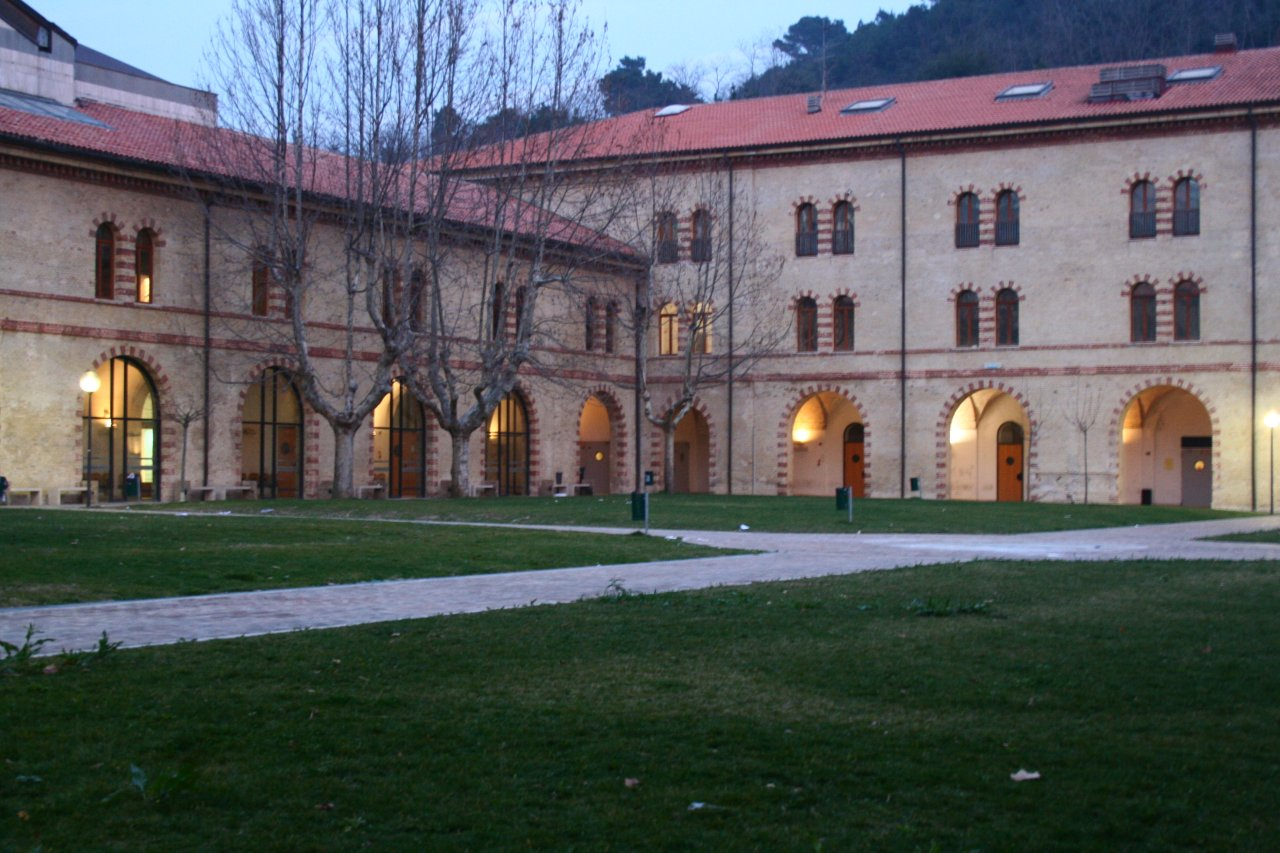
Coorte interna e piazza d'armi della caserma Villarey di Ancona

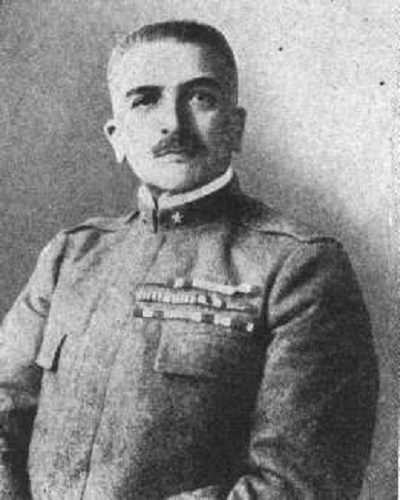
Armando Diaz

Il 93º Reggimento fanteria venne costituito a Gaeta il 1º novembre del 1884 in esecuzione del decreto del 4 settembre dello stesso anno. È creato con compagnie provenienti dai reggimenti 4º, 18º, 54º, 75º e 76º; fece parte, con il 94º fanteria di stanza nella Caserme "Montevecchio" e "G. Paolini" di Fano della Brigata "Messina" di nuova formazione. Dagli inizi del 1900 il reggimento è storicamente legato alla città di Ancona poiché da quella data il quartier generale del reparto è nella città nella Caserma Villarey; questa divenne la sede del 93º e lo sarà per il resto della sua esistenza fino allo scioglimento avvenuto dopo la seconda guerra mondiale.

## Vicende belliche
Il reggimento combatté in Libia partecipando alla Guerra italo-turca. Al comando del 93º in Libia nel 1912 vi fu l'allora colonnello Armando Diaz, futuro Maresciallo d'Italia e Duca della Vittoria.

### Nella prima guerra mondiale (1915-1918)
Nel marzo del 1915 dal deposito del 93º fu costituito il 121º Reggimento fanteria "Macerata". Il 18 maggio 1915 il reggimento lasciò Ancona e si diresse con la brigata Messina in Alta Italia. Il 26 maggio era già in zona di guerra, nei pressi di Palmanova e dopo qualche giorno varcò l'Isonzo. Il reparto combatté a Monfalcone, San Lucia di Tolmino, Selz, Zagora, Vertoiba, Vertoibizza, Bainsizza, presso il bosco di Panovizza, San Gabriele, Monte Grappa, Montello. Il 93º oltre alla medaglia di bronzo al valor militare meritò anche una citazione sui bollettini di guerra del Comando Supremo. Al termine del conflitto, il 93º Reggimento aveva avuto 68 Ufficiali e 1455 fanti caduti per la Patria. I suoi uomini vennero decorati con 53 medaglie d'argento al valor militare e 89 medaglie di bronzo al valor militare.

### Periodo tra le due guerre
Con la legge dell'11 marzo 1926 sul nuovo ordinamento dell'esercito, prende il nome di 93º Reggimento Fanteria "Messina" ed a seguito della formazione delle Brigate su tre reggimenti viene assegnato alla XVIII Brigata di Fanteria assieme al 94º "Messina" e al 157º "Liguria"; rimane composto da due battaglioni. Dal 1º ottobre al 15 novembre 1935 è inserito nella Divisione di Fanteria "Metauro" costituita per essere inviata in Africa Orientale ed è inviato insieme con la Divisione in Libia italiana. Rientra nel novembre del 1935 in Italia. A seguito della costituzione delle divisioni binarie, nel maggio del 1939 è assegnato alla 18ª Divisione fanteria "Messina", unitamente al 93º Reggimento Fanteria e al 2º Reggimento Artiglieria per divisione di fanteria di Pesaro.

### Nella seconda guerra mondiale (1939-1945)
Al 10 giugno 1940 il reggimento è formato da: comando e compagnia comando, due battaglioni fucilieri (altre fonti indicano tre battaglioni e senza la compagnia anticarro), compagnia mortai da 81, batteria armi di accompagnamento da 65/17 Mod. 1908/1913 ed una di cannoni anticarro da 47/32 Mod. 1935. Si addestra nel territorio marchigiano. Il reggimento partì da Ancona in assetto di guerra nell'aprile 1941 diretto a Bari e, di qui, in Albania. Nel 1941 Il Reggimento è operativo in Albania e partecipa all'invasione della Jugoslavia, combatte a Cettigne e Cattaro. Negli anni che vanno dal 1942 al 1943 dopo l'armistizio con la Grecia rimane in Montenegro con compiti di presidio e controguerriglia. L'8 settembre 1943 il 93º, dislocato in Jugoslavia, rifiuta di consegnare le armi ai tedeschi, ai croati e agli iugoslavi combatte e riesce a raggiungere l'isola di Curzola ove si imbarca assieme ad altri reparti del VI Corpo d'armata e raggiunge fra il 17 e il 18 settembre le coste italiane. Il reparto concorre con i suoi uomini alla formazione del Gruppo di Combattimento "Piceno".
Nel 1946, insieme al gemello 94º, il 93º viene disciolto e la sua bandiera consegnata al Vittoriano a Roma.

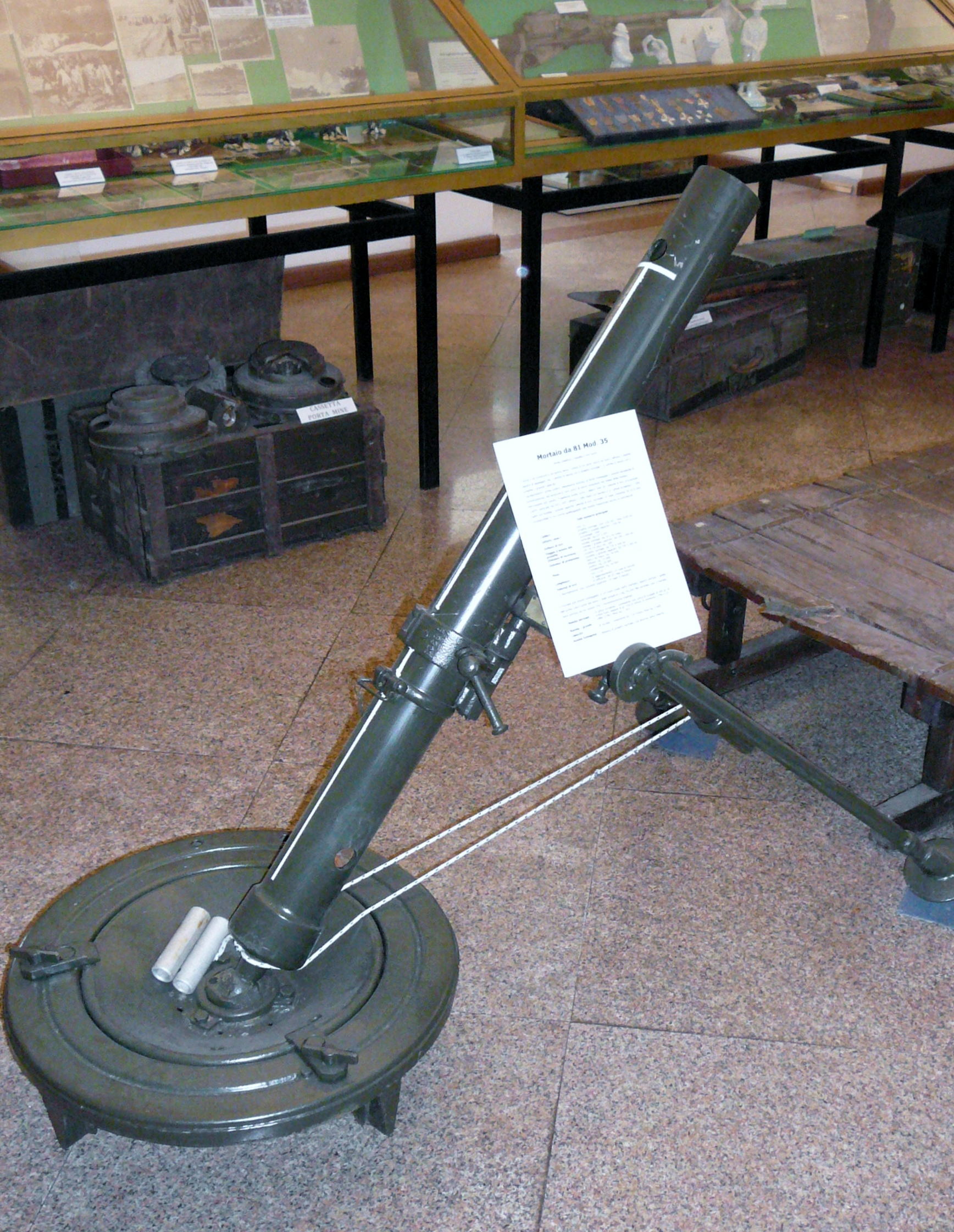
Mortaio da 81 Mod. 35

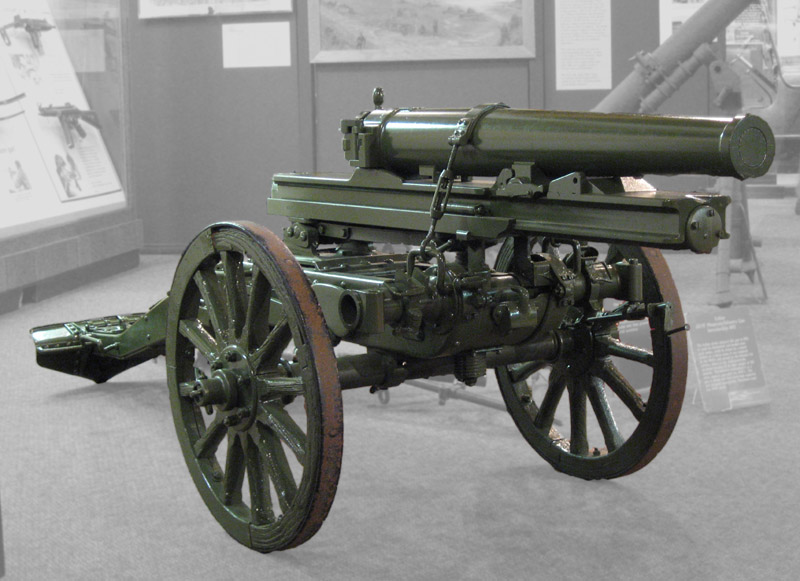
Cannone da 65/17 Mod. 1908/1913

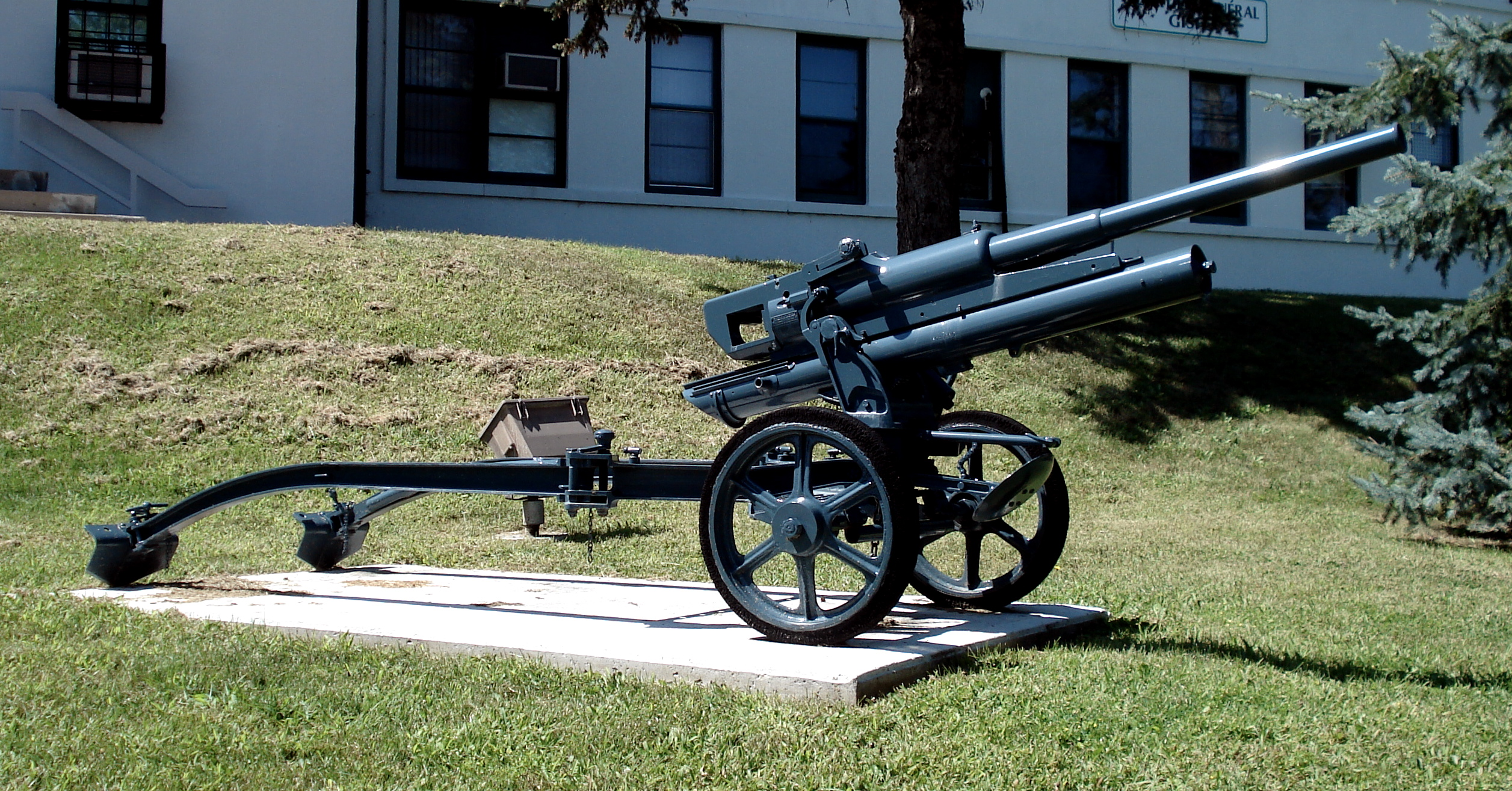
Cannone da 47/32 Mod. 1935

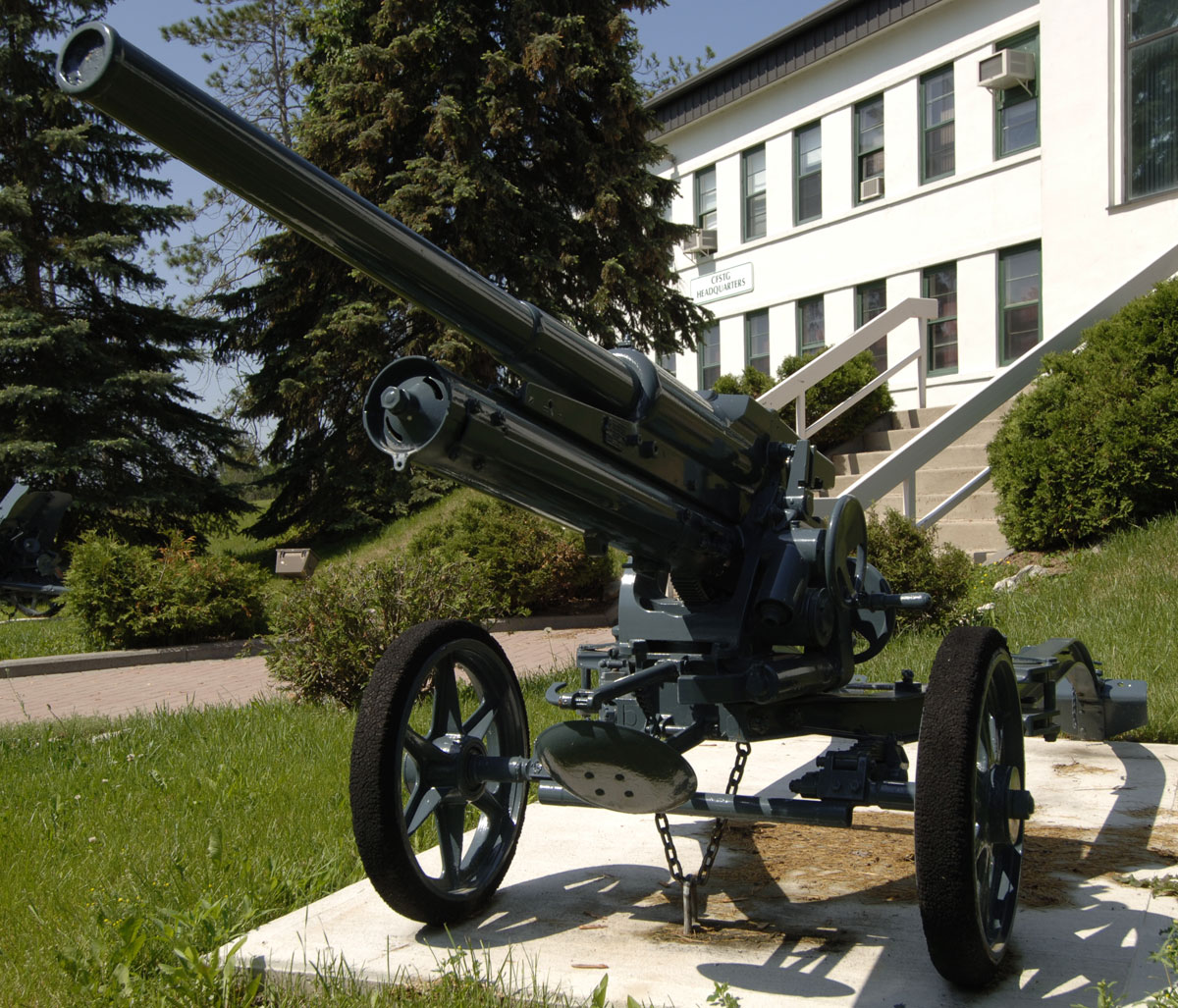
Cannone da 47/32 Mod. 1935

## Onorificenze
Nella sua storia il 93º Reggimento fanteria "Messina" ha meritato le seguenti onorificenze alla bandiera:

### Decorati
Sottotenente Carlo Falcinelli
Medaglia d'oro al valor militare alla memoria
"Sottotenente di cpl. di Fanteria - Regio Esercito Italiano 93° ftr. Messina
Comandante di plotone fucilieri dislocato su quota di particolare importanza, di notte imperversando furioso temporale, attaccato da preponderanti forze nemiche, si portava dove la lotta ferveva maggiore impugnata una mitragliatrice apriva il fuoco sul nemico. Accortosi di essere circondato e che stava per essere sopraffatto inutilizzava l'arma e afferrato un moschetto per la canna si difendeva accanitamente finché violentemente colpito ad una spalla cadeva e veniva catturato. Sottoposto a quotidiani tormenti sopportati stoicamente veniva infine barbaramente trucidato."
Bocche di Cattaro 19 gennaio 1942 S.Veta Ekta, 10 gennaio 1942 - zona Verbanje
Sottotenente Isidoro Maria Pestarino

## Insegne e simboli
- Il Reggimento indossava il fregio della Fanteria del Regio Esercito (composto da due fucili incrociati con al centro un tondo riportante il numero 93º che indica il reggimento e sormontati da una corona).
- Le mostrine del reggimento sono rettangolari di colore giallo con due bande laterali rosse. Alla base della mostrina si trova la stella argentata a 5 punte bordata di nero, simbolo delle forze armate italiane.

## Motto
Il 15 luglio del 1918, prima della battaglia di Vittorio Veneto, Gabriele D'Annunzio, che visse alcuni episodi della battaglia insieme ai fanti della brigata "Messina", volle lasciare il segno della sua ammirazione definendo la Brigata "Messina" “Impetuosa Messanensis Legio” ovvero "L'impetuosa legione di Messina"  che divenne il motto del 94º Reggimento e del 93º Reggimento.

## Festa del Reggimento
La feste del reggimento è celebrata il 14 maggio anniversario della battaglia del bosco di Panovizza nel 1917, quota 174 ad est di Gorizia dove il reggimento si è guadagnato la medaglia di bronzo al valor militare.